# Rafael Vallbona
Rafael Vallbona i Sallent (Barcelona, 27 de agosto de1960) es un periodista, escritor y guionista de radio y televisión español.
Empezó escribiendo poesía, pasando más tarde al periodismo, libros de viajes, narrativa, novela negra y novela juvenil.
Sus primeras recopilaciones poéticas tratan de algunos mitos de la modernidad.

## Biografía
Nació en el barrio de Gracia, en Barcelona. Con nueve años se trasladó a vivir a Premiá de Mar. Tras acabar el instituto en Mataró, estudió periodismo en la Universidad Autónoma de Barcelona, y obtuvo un posgrado en escritura para cine y televisión en la misma universidad.
Fue jefe de prensa de la Consejería de Cultura de la Generalidad de Cataluña entre 1986 y 1988, y profesor de la Facultad Blanquerna de Ciencias de la Comunicación de la Universidad Ramon Llull (URL).
Colaborador habitual en radio, prensa y TV, ha trabajado, entre otros medios, en El Mundo, El País, El Punt Avui, Tele/eXprés, El Correo Catalán, El Maresme, Diario de Barcelona, El Periódico, Radio Nacional de España, Catalunya Ràdio, Ona Catalana, COM Ràdio, RAC 1  y fue jefe de cultura del diario El Observador.

### Poesía
- Inventari de límits, 1979, Editorial Anche, ISBN desconocido, Depósito legal B 12024-1980.
- Balades d'espeed, poemes destrossats, 1986, Tres i Quatre, ISBN 978-84-7502-158-4.
- Encara queda el blues, 1999, Cossetània, ISBN 978-84-89890-22-0.
- Al raval, 2000, Viena, ISBN 978-84-8330-068-8.
- Les habitacions on visc, 2006, Tres i Quatre, ISBN 978-84-7502-751-7.
- Platges de la ment, 2014, Germania, ISBN 978-84-16044-51-1.

### Narrativa
- Fora de joc, 1987, Columna, ISBN 978-84-86433-77-2.
- El concert de París, 1990, Pòrtic, ISBN 978-84-7306-398-2; también 2003, MDS Books, ISBN 978-84-9789-227-8.
- Els dies rojos, 1995, Columna, ISBN 978-84-7809-789-0; también 1995, Cercle de Lectors, ISBN 978-84-226-5668-5.
- Rosa: el gran èxit de TV3, escrito en colaboración con Josep Maria Benet i Jornet y Joan Marimón Padrosa basada en la serie de TV, 1996, Proa, ISBN 978-84-8256-277-3; también 1996, Columna, ISBN 978-84-8300-178-3.
- Plaça dels Àngels, 2000, Columna, ISBN 978-84-8300-941-3.
- La comuna de Puigcerdà, 2001, Columna, ISBN 978-84-664-0035-0; también 2001, Cercle de Lectors, ISBN 978-84-226-9173-0 ; también 2018, LaButxaca, ISBN 978-84-17420-22-2.
- Gràcia, 2003, Plaza & Janés, ISBN 978-84-01-38605-3.
  - Edición en italiano: Gracia. L'anima di Barcellona, 2006, FBE, ISBN 978-8889160213.
- Forasters, 2007, Columna, ISBN 978-84-664-0877-6.
- Serrallonga, basada en la serie de TV, 2008, Edicions 62, ISBN 978-84-297-6135-1.
- El tant per cent, 2014, Alrevès, ISBN 978-84-15900-30-6.
- Tros, 2017, Pagès, ISBN 978-84-9975-818-3.
- La casa de la frontera, 2017, Edicions 62, ISBN 978-84-297-7613-3; también 2018, LaButxaca (Edicions 62), ISBN 978-84-17420-17-8.
  - Edición en castellano: La casa de la frontera, 2019, Milenio, ISBN 978-84-9743-850-6.
    - Edición en francés: Une maison sur la frontière, 2021, Balzac, ISBN 978-2373200423.
- Swing, allà on la vida venç, 2021, Edicions 62, ISBN 978-84-297-7913-4; también 2021, LaButxaca(Edicions 62), ISBN 978-84-18572-87-6.
  - Edición en francés: Swing, là où la vie gagne, 2023, Balzac, ISBN 978-2373201000.
- La musa de la Plaça Reial,[4] 2022, Univers, ISBN 978-84-18887-40-6.

### Narrativa breve
- Històries de fi de segle, 1984, L'Aixernador, ISBN desconocido, Depósito legal B 13557-1984.
- Anfetamínic, 1984, Kapel, ISBN 978-84-85952-30-4.
- Sabates italianes, 1987, Eumo, ISBN 978-84-7602-153-8.
  - Edición en euskera: Zapata italiarrak, 1993, Desclée de Brouwer, ISBN 978-84-330-0985-2.
- Conduint tota la nit, 1989, Tres i Quatre, ISBN 978-84-7502-241-3.
- L'odi porta ales, 1995, Camacuc, ISBN 978-84-86970-60-4.
- Ui, l'estiu, 2005, Edicions 62, ISBN 978-84-297-5655-5.
- Els bons dies, 2019, Amsterdam, ISBN 978-84-17918-09-5.

### Periodismo y ensayo
- Riure a Barcelona, 1990, Eumo, ISBN 978-84-7602-172-9.
- Núria Feliu, 25 anys, 1991, Pòrtic, ISBN 978-84-7306-432-3.
- Tirant de rock, 1992, Tres i Quatre, ISBN 978-84-7502-359-5.
- Combalia Sagrera, 75 anys, 1998, Viena.
- Ara que tinc 40 anys, 2003, Edicions 62, ISBN 978-84-297-5061-4.
- Els nens (i les nenes) del rock, 2005, Edicions 62, ISBN 978-84-297-5496-4.
- De cara al mar: ahir i avui del litoral de Barcelona, edición en catalán-inglès, 2004, Institut del Paisatge Urbà i la Qualitat de Vida,
 ISBN 978-84-933238-6-8.
  - Edición en castellano-francés: De cara al mar: ayer y hoy del litoral de Barcelona, 2004, Institut del Paisatge Urbà i la Qualitat de Vida,
 ISBN 978-84-933238-7-5.
- Pirineus en venda, 2005, Ara Llibres, ISBN 978-84-96201-51-4.
- Jo he servit el tripartit: docudrama d'un ex de Maragall, 2007, L'Esfera dels Llibres, ISBN 978-84-9734-539-2.
- L'encant de fer 50 anys; crònica optimista i sense manies, 2010, Edicions 62, ISBN 978-84-297-6226-6.
- De contents a enganyats,[5] 2014, Edicions 62, ISBN 978-84-297-7290-6.
- Carles Pujadas: fent camí des de 1973,[6] 2014, La Comarcal, ISBN 978-84-95351-52-4.
- Sóc un boomer,[7] 2022, Destino, ISBN 978-84-9710-333-6.

### Viajes
- Barques i fogons, del Llobregat a la Tordera, 1992, El Mèdol, ISBN 978-84-86542-51-1.
- El Maresme, 1993, Dissenys Culturals, ISBN 978-84-88598-02-8.
- Viatge a l'Alentejo, 2002, Columna, ISBN 978-84-664-0100-5.
  - Edición en italiano: Viaggio all'Alentejo, 2007, FBE, ISBN 978-8889160534.
- Un any a la Cerdanya, 2019, Edicions 62, ISBN 978-84-297-7785-7.
- Dolce far niente. Una primavera toscana, 2023, Univers, ISBN 978-84-18887-81-9.

### Ciclismo
- De Donostia a Portbou. Les rutes del Tour, 2002, Proa, ISBN 978-84-8437-418-3.
- De Ginebra a Niça. Les rutes del Tour, 2004, Proa, ISBN 978-84-8437-570-8.
- Volta a les Dolomites i als Alps italians. Les rutes del Giro, 2006, Cossetània, ISBN 978-84-9791-234-1.
- Volta al Parc d'Aigüestortes en BTT, 2009, Cossetània, ISBN 978-84-9791-474-1.
  - Edición en castellano: Vuelta al Parc d'Aigüestortes en BTT, 2009, Lectio, ISBN 978-84-96754-36-2.
- Volta a Catalunya 1911-2011, un segle d'esport i país, texto en catalán con resúmenes en castellano, inglés y francés, 2011, Cossetània, ISBN 978-84-15403-60-9.
- Xavi Tondo, el triomf de l'obstinació, 2013, Cossetània, ISBN 978-84-9034-112-4.
- Cicloturisme tranquil per Catalunya: 26 itineraris per descobrir el país amb suau cop de pedal, 2013, Cossetània, ISBN 978-84-9034-182-7.
- Escalada a Montjuïc 1965-2007 : l'ascens de la ciutat, 2014, Cossetània, ISBN 978-84-9034-276-3.
- Cicloturisme tranquil per Calella i el Maresme, texto en catalán e inglés, 2015, Cossetània, ISBN 978-84-9034-342-5.
- 50 itineraris de cicloturisme tranquil per Catalunya, 2017, Cossetània, ISBN 978-84-9034-653-2.
- En bici elèctrica per Catalunya : 21 itineraris de cicloturisme tranquil, 2021, Cossetània, ISBN 978-84-1356-057-1.
- Herois de la Volta : els protagonistes de 100 curses de llegenda, 2021, Cossetània, ISBN 978-84-1356-065-6.

### Literatura juvenil
- Pis d'estudiants,[8] 1993, Columna, ISBN 978-84-7809-485-1; también 1997, Columna, ISBN 978-84-7809-485-1; también 2009, Estrella Polar,
 ISBN 978-84-9932-038-0.
- El noi de la vall del Dra'a, 1994, Columna, ISBN 978-84-246-8315-3.; también 1997, Columna, ISBN  978-84-8300-292-6.
  - Edición en castellano: El amigo del desierto, 1999, Ediciones del bronce, ISBN 978-84-89854-51-2.
- Pols a les sabates / Dits enganxosos, 1996, Columna, ISBN 978-84-8300-093-9; también 1996, Proa, ISBN 978-84-8256-216-2.
- Estiu a Menorca, 1998, Cruïlla, ISBN 978-84-8286-373-3.
- Recanvis Luna, 1998, Columna, ISBN 978-84-8300-504-0.
  - Edición en castellano: Recambios Luna, 2003, Everest, ISBN 978-84-241-8559-6.
- Una història de carrer, 2000, Cruïlla, ISBN 978-84-661-0050-2.
- La balada de J.K., 2001, Empúries, ISBN 978-84-7596-837-7.
- Hip-hop, 2001, Columna, ISBN 978-84-664-0175-3.
- Sense sortida, 2003, Cruïlla, ISBN 978-84-661-0628-3.
  - Edición en castellano: Sin salida, 2003, Montena, ISBN 978-84-8441-186-4.
- Contracte basura, 2006, Columna, ISBN 978-84-664-0714-4.
- La cara al vent, 2007, Alfaguara, ISBN 978-84-7918-275-5.
- Camins damunt les dunes, 2011, La Galera, ISBN 978-84-246-3609-8; también 2013, La Galera, ISBN 978-84-246-4284-6.

## Guiones

### Radio
- Beatles, si us plau. 1986.
- Qui és, qui era?. 1986-88.
- Elvis per sempre. 1988.
- Lletrasset. 1989.

### Televisión
- Especial Núria Feliu. 1989.
- Puçastoc. 1990.

## Adaptaciones al cine
- Tros (Tierras). 2021. España. Dirigida por Pau Calpe. Protagonizada por Pep Cruz, Roger Casamajor y Annabel Castan. Guion de Marta Grau, basado en la novela homónima.[9][10]

## Premios
- 1980 - Premio Marià Manent por Inventari de límits.
- 1981 - Premio de novela corta Just Manuel Casero por Amfetamínic.[11]
- 1985 - Premio Ventura Porta i Rosés de guiones radiofónicos.
- 1990 - Premio de novela erótica «La piga» por El concert de París.
- 1993 - Premio Emili Teixidor de cuentos.
- 1995 - Premio Casa del Dau por L'odi porta ales.
- 1998 - Premio Columna Jove por Recanvis Luna.
- 1998 - Premio Comas i Maduell de poesía de la Ciutat de Tarragona por Encara queda el blues.[12]
- 1999 - Premio Rosa Leveroni por "Al Raval".[13]
- 1999 - Premio de los Juegos Florales de Barcelona por Al Raval.[14]
- 2001 - Premio Joaquim Amat-Piniella por La comuna de Puigcerdà.
- 2001 - Premio Ramón Muntaner de literatura juvenil por 'La balada de J.K.'.[15]
- 2005 - Premio Ernest Udina de Periodismo por Pirineus en venda.[16]
- 2007 - Premio Néstor Luján de novela histórica por Forasters.[17]
- 2016 - Premio Ferran Canyameres por Tros.[18]
- 2017 - Premio Sant Joan de narrativa por La casa de la frontera.[19]
- 2019 - Premio Roc Boronat por Els bons dies.